# Lasioptera querciperda
Lasioptera querciperda är en tvåvingeart som beskrevs av Ephraim Porter Felt 1908. Lasioptera querciperda ingår i släktet Lasioptera och familjen gallmyggor. Inga underarter finns listade i Catalogue of Life.